# Collezione di vetri di età romana dei Musei civici di Pavia
La collezione di vetri di età romana dei Musei civici di Pavia è una delle principali dell’Italia settentrionale e si caratterizza, oltre che per l’alto numero di pezzi conservati, soprattutto per la varietà e l’importanza dei manufatti. 

## Storia

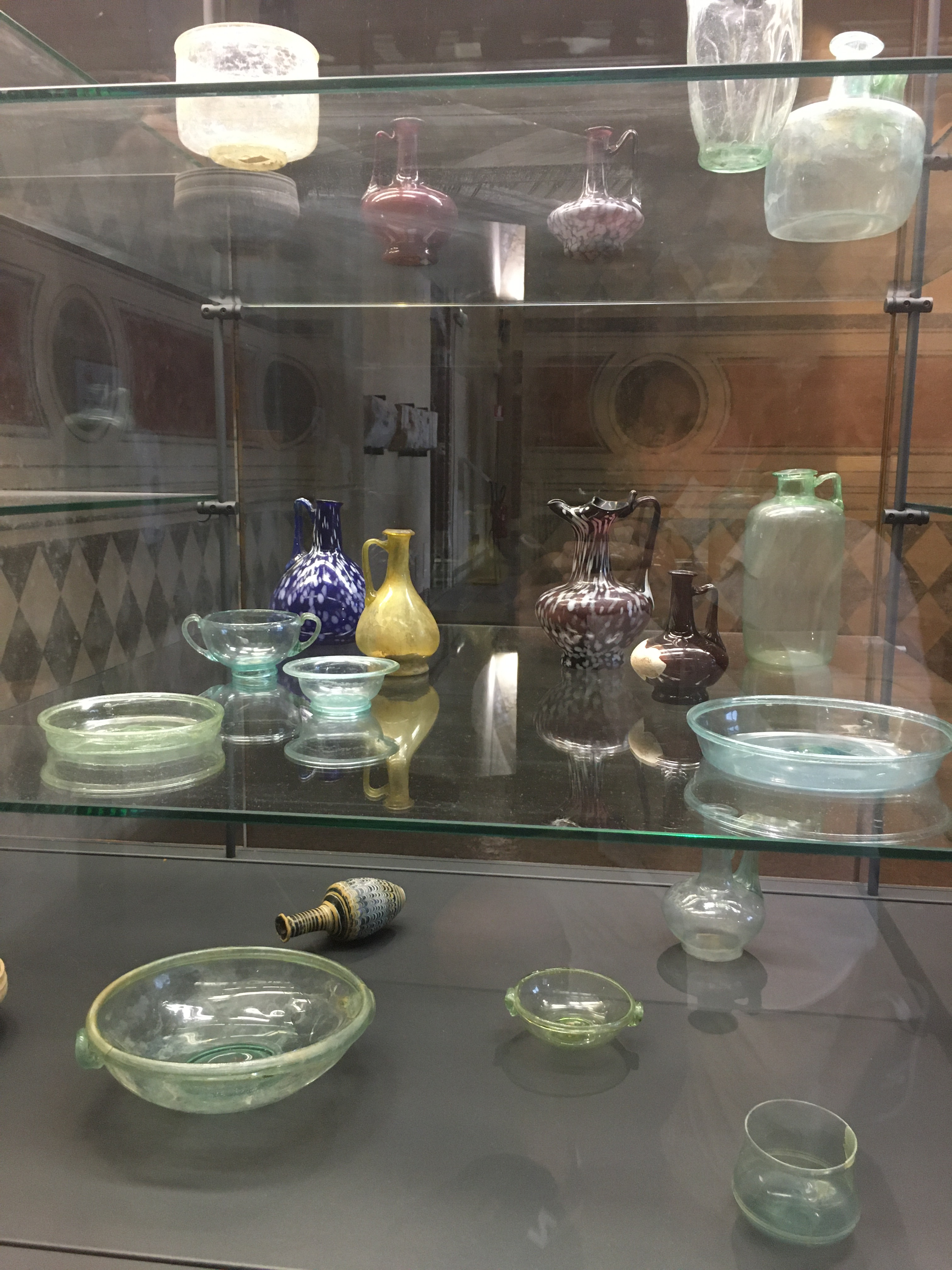
Alcuni dei reperti della collezione.

Gran parte dei reperti confluirono ai Musei tramite donazione tra Otto e Novecento ed erano parte di nuclei collezionistici locali formati da reperti archeologici rinvenuti nell’area urbana di Pavia e nel suo territorio. Della quasi totalità dei vetri non disponiamo, purtroppo, di indicazioni precise sul contesto di provenienza, anche se è verosimile che la maggior parte degli esemplari provengano da necropoli, dato che sono quasi tutti integri o presentano solo lievi danneggiamenti o mancanze.

## Descrizione
A partire dalla fine del I secolo a.C. e, soprattutto, nel corso del I secolo d.C., si diffusero in ambito romano contenitori in vetro soffiato per unguenti e profumi. Tali manufatti, e in particolare le ampolle vitree, a partire dall’età augustea, furono prodotti in grande quantità nell’area che, lungo il Ticino e il lago Maggiore, si estendeva dal Canton Ticino alla città di Pavia. Le stesse officine, sempre nel medesimo periodo, si specializzarono inoltre nella produzione di balsamari a corpo sferico, in vetro multicolore, e dalla caratteristica forma di colomba, come testimoniato da alcuni esemplari conservati nella collezione dei Musei Civici. Nella stessa sono presenti anche balsamari tubolari, a corpo tronco-conico o olliformi e bacchette in vetro colorato (utilizzate per mescolare le essenze o per il trucco), risalenti alla seconda metà del I secolo d.C. e prodotti nella medesima area.

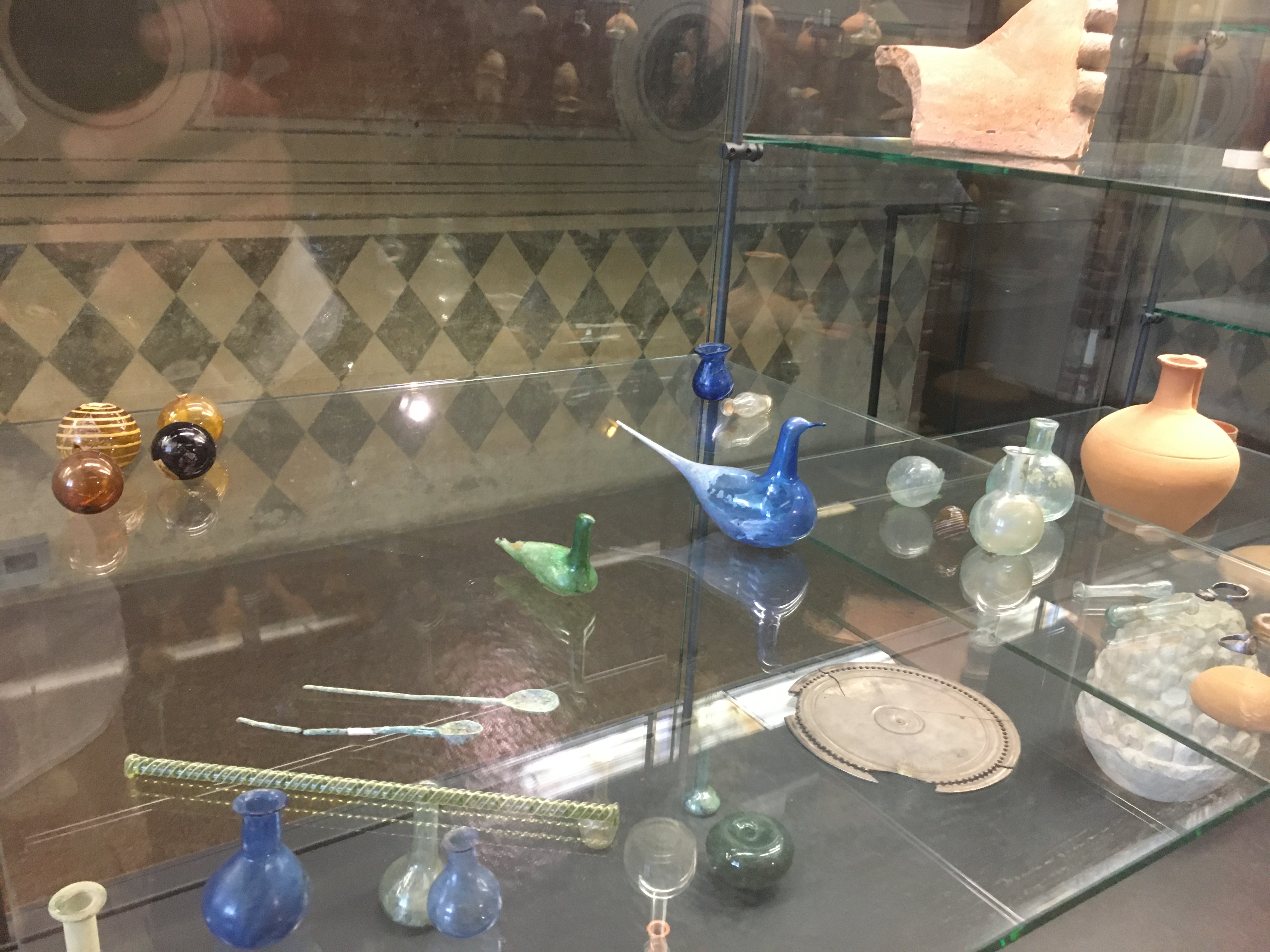
Balsamari in varie fogge e bacchette in vetro utilizzate per mescolare gli unguenti.

Al II secolo d.C. risalgono invece i balsamari troncoconici a forma di bottiglia e a corpo bulbiforme, mentre al secolo successivo risalgono le bottiglie, a sezione quadrangolare, dette “mercuriali” e utilizzate per contenere farmaci, tali contenitori presentano spesso, come gli esemplari presenti nella raccolta, marchi di fabbrica.
Accanto ai contenitori per unguenti, trucchi o farmaci, la collezione conserva anche numeroso vasellame vitreo da mensa, come coppe, brocche, bicchieri o bottiglie. Alcuni erano realizzati per prodotti particolari, come amphoriskos con beccuccio versatoio utilizzato per il garum, ma molto più comuni erano le brocche, prodotte in varie fogge.

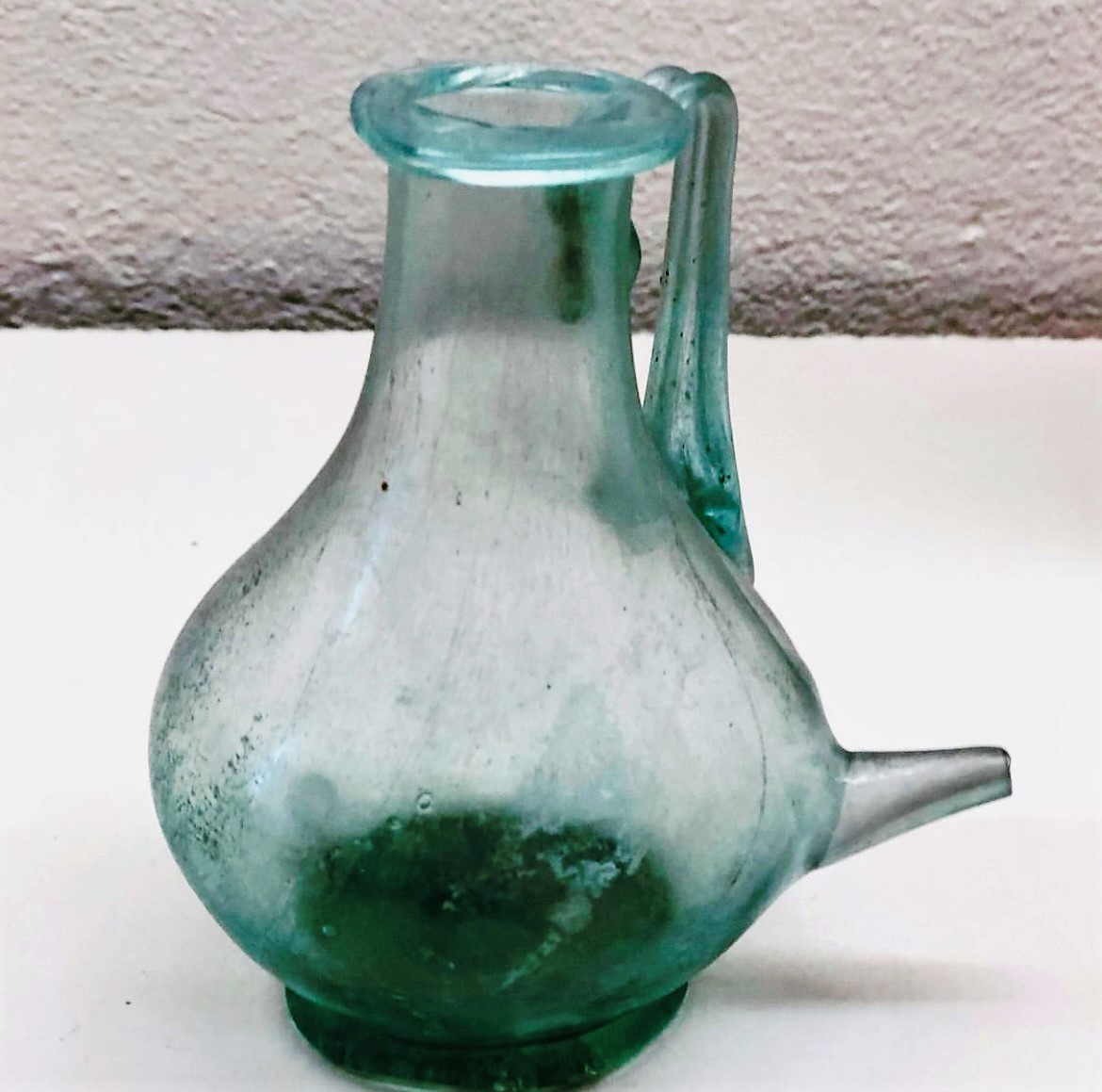
Amphoriskos con beccuccio versatoio utilizzato per il garum, I secolo d.C.

Molto spesso i contenitori in vetro traevano ispirazione dai contemporanei servizi in ceramica o da quelli metallici, come i piatti, le coppe o le patere in terra sigillata, con prodotti in vetro azzurro o verde, spesso accompagnati da piccoli contenitori di forma emisferica per salse o bicchieri. Nel corso del II secolo d.C., alcuni centri renani, e in particolare Colonia, cominciarono a produrre manufatti vitrei su larga scala, esportati anche in Italia, come provato da diversi esemplari conservati nella collezione. Tra il III e il IV secolo d.C., la presenza di manufatti in vetro si fece meno frequente e le forme si ridussero sensibilmente, dato che conserviamo principalmente bottiglie e bicchieri. A tale epoca risale infatti una rara brocca, di produzione renana, in vetro colorato e decorata da filamenti in vetro bianco, che imita, nelle forme e nella resa cromatica, gli analoghi contenitori metallici.
Accanto a esemplari in vetro soffiato, la collezione conserva pezzi realizzati mediante la colatura del vetro entro stampi, produzione di tradizione ellenistica, molta diffusa tra il I e il II secolo d.C. Si tratta molto spesso di manufatti di pregio, spesso arricchiti da nastri d’oro, come una coppa della collezione. Più comuni sono invece le coppe costolate, quasi tutte prodotte in vetro verde o azzurro, prodotte nell’Italia settentrionale e testimoniate da diversi esemplari esposti nel museo. Alcuni di questi contenitori, analogamente a quelli soffiati, imitavano le forme dei recipienti metallici, e in particolare i vasi potori, come lo skyphos presente nella collezione e risalente al I secolo d.C..

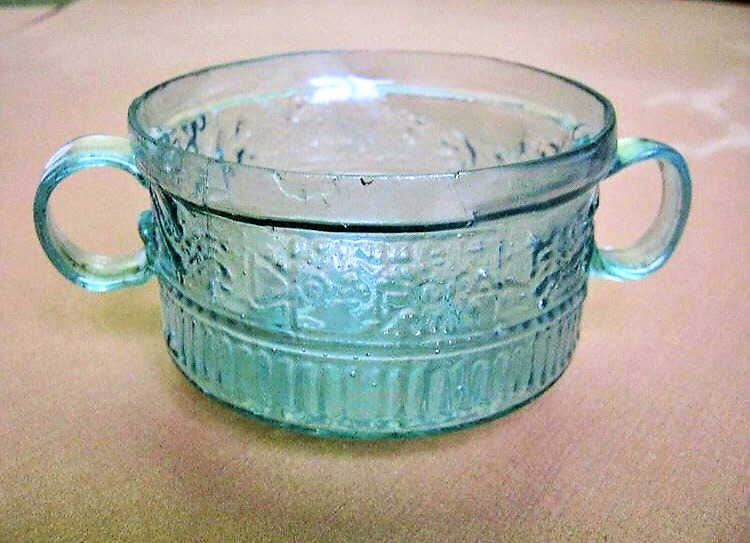
Coppa di Ennion, I secolo d.C.

Sono poi esposti alcuni rari esemplari di vetri soffiati a stampo provenienti dall’area siro-palestinese, manufatti di lusso ed esportati in Occidente, e in particolare nell’Italia settentrionale, nel corso del I secolo d.C. Uno degli esemplari più rappresentativi è la coppa cilindrica carenata realizzata a Sidone dal vetraio Ennion, uno dei pochi maestri dell’epoca che firmava i suoi prodotti, decorata con tranci di vite e di edera e con tabula ansata centrale iscritta in caratteri greci. Probabilmente, sempre di produzione orientale è il raro kantharos in vetro blu arricchito da una doppia fascia di baccellature, rinvenuto nell’Ottocento a Frascarolo ed esposto nella collezione, come pure il balsamario in vetro azzurro opaco a sezione esagonale decorato con pigne e grappoli d’uva.

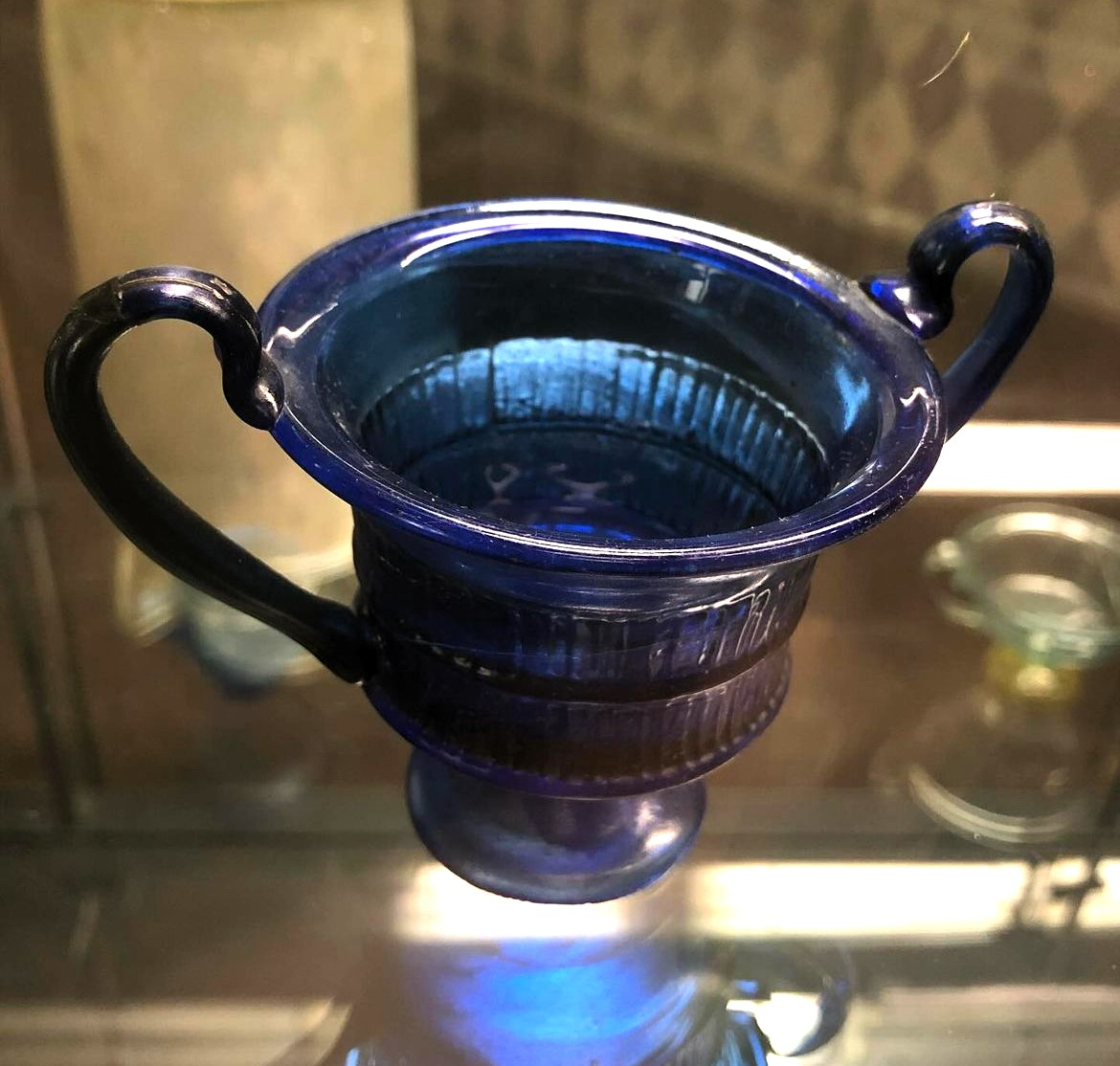
Kantharos in vetro blu, I sec. a.C.

Tipici delle necropoli dell’Italia nord-occidentale e in particolare delle aree poste lungo il Ticino sono i balsamari soffiati a stampo a forma di pigna, di cui la collezione conserva alcuni esemplari. Si tratta di modelli, verosimilmente, prodotti di officine locali che, nel corso del I secolo d.C. imitarono i processi di produzione dei maestri vetrai mediorientali. Probabilmente, ad alcune di queste officine appartengono diverse bottiglie con marchio a rilievo sul fondo e che imitano i recipienti metallici. In particolare la collezione conserva alcuni esemplari con il bollo di Caius Salvius Gratus, del quale disponiamo di solo 30 esemplari ritrovati quasi tutti nell’Italia settentrionale, e di Caius Cesidius Cerdon, attestato solo da cinque pezzi in tutto il mondo romano compreso quello pavese.

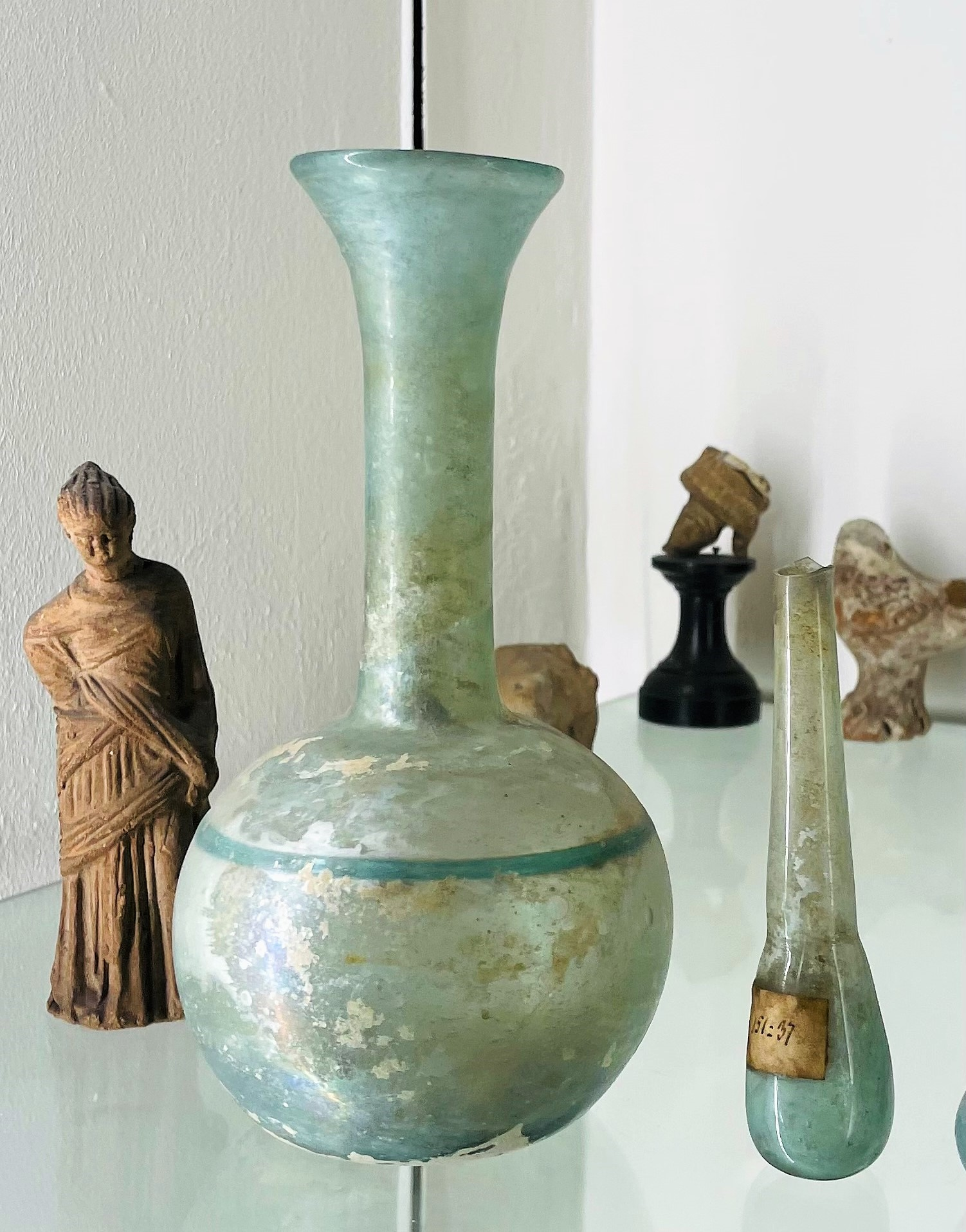
Bottiglia di età longobarda da Pavia, VII secolo, Museo di Archeologia del Sistema Museale d'Ateneo di Pavia

La raccolta conserva anche un discreto numero di vetri decorati, prodotti, con diverse tecnologie,sempre intorno al I secolo d.C. Si tratta di manufatti (principalmente anforette, brocche e olle) di notevole livello artistico, decorati con granulazioni policrome e monocrome, macchie di colore e filamenti variegati che tendono a imitare le venature della pietre dure. Alcuni di essi sono d’importanzione, come il balsamario a costolature verticali decorato con effetto marmorizzato alternando linee bianche opache di varie gradazioni su fondo bruno ritrovato nel corso dell’Ottocento (insieme a un balsamario a forma di colomba e a una moneta dell’imperatore Augusto) in una necropoli a Gropello Cairoli. Si tratta di un manufatto (realizzato tramite soffiatura) che, per resa cromatica tende a imitare nelle venature gli oggetti realizzati in pietre semipreziose e dure.

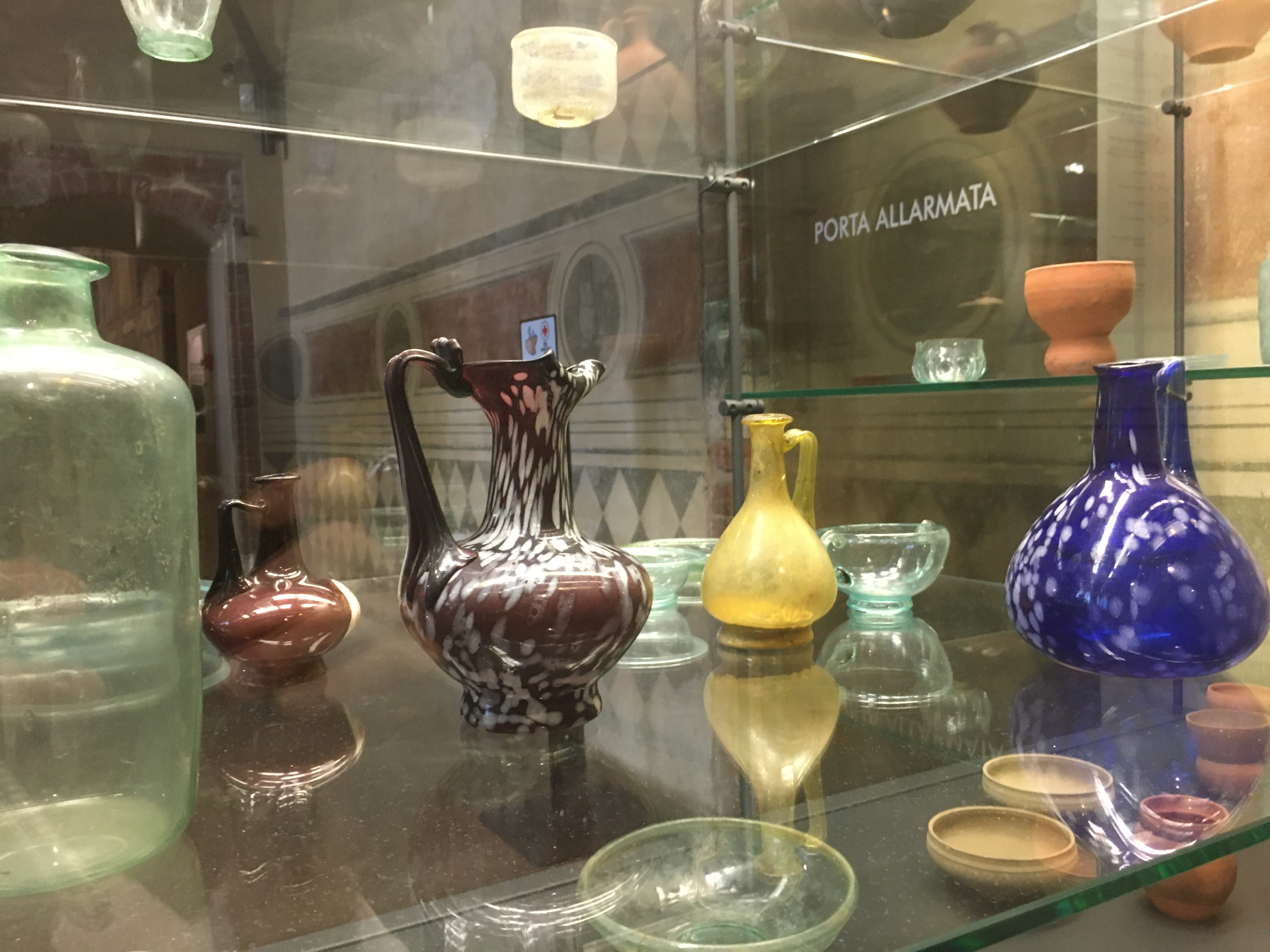
Brocche in vetro decorato.

Tra la fine del I secolo e il II secolo d.C. si diffuse il vetro incolore inciso, vetro diatreto, che permetteva all’intagliatore di sfruttare le proprietà e la trasparenza del vetro. I motivi decorativi furono, ancora una volta, spesso derivati dai contemporanei oggetti metallici, come gli sbalzi o il motivo a favo d’ape, come nel bicchiere intagliato decorato con ondulazioni presente nella collezione.
Riferita a un ambito cronologico differente è, invece, la bottiglia in vetro azzurro decorato con motivi a rilievo bianchi e dall’imboccatura imbutiforme rinvenuta, probabilmente, all’interno di una sepoltura urbana di età longobarda e che richiama nelle forme simili modelli di età tardo imperiale.